# Euphorbia peperomioides
Euphorbia peperomioides är en törelväxtart som beskrevs av Pierre Edmond Boissier. Euphorbia peperomioides ingår i släktet törlar, och familjen törelväxter. Inga underarter finns listade i Catalogue of Life.